# Six Jours de Portland
Les Six Jours de Portland sont une ancienne course cycliste de six jours disputée à Portland (Oregon), aux États-Unis. Une seule édition a eu lieu, en 1931.

## Palmarès
| Année | Vainqueur                             | Deuxième                          | Troisième               |
| ----- | ------------------------------------- | --------------------------------- | ----------------------- |
| 1931  | Mike DeFilippo William "Torchy" Peden | Fioravanti Baggio Alfred Crossley | Harvey Black Mike Rodak |